# Nekrolog 1812
Nekrolog
◄◄
| ◄
| 1808
| 1809
| 1810
| 1811
| 1812 | 1813 | 1814 | 1815 | 1816 | ► | ►►
Weitere Ereignisse | Allgemeiner Nekrolog 1812
Die Beschreibung der verstorbenen Person sollte so kurz wie möglich gehalten sein und nur deren signifikante Tätigkeit(en) enthalten.
Neue Namen ggf. auch unter dem Geburts- und Sterbedatum, also etwa unter 1. Januar und im Geburts- und Sterbejahr (2024) eintragen (nur bei entsprechender großer Wichtigkeit). Für Beispiele siehe die schon vorhandenen Artikel.
Außerdem über die fünf zuletzt Verstorbenen, zu denen es einen ausreichend guten Artikel für eine Präsentation auf der Hauptseite gibt, nach der todesbedingten Überarbeitung der Artikel ggf. auch unter Wikipedia Diskussion:Hauptseite informieren und sie am besten auch in den anderen Wikipedia-Sprachversionen eintragen. Tipp: Regelmäßig bei news.google.de nach „ist tot“, „gestorben“ oder „verstorben“ suchen.
Wenn eine Person gestorben ist, gibt es viele Seiten zu dieser Person in der Wikipedia, die davon auch betroffen sind und entsprechend aktualisiert werden müssen. Beispiele: Namenübersichtsseite, Geburtsjahr, Geburtsort-Seiten und viele mehr.
Wie finde ich die betroffenen Seiten?
Im Suchfeld auf der linken Seite gibt man den Suchbegriff so ein: „Vorname Nachname“. Dann klickt man auf Volltext und alle Seiten mit entsprechendem Suchtext werden aufgerufen. Hier sieht man dann schnell, wo auch das Todesjahr Sinn macht oder sogar ein Teil des Artikels angepasst werden muss. Auch hilft das „Werkzeug“ auf der linken Seite sehr gut, um solche Seiten aufzufinden: „Links auf diese Seite“. Somit ist die Wikipedia wieder aktuell in allen Bereichen! Hinweis: bei Eintragung der Kategorie „Gestorben JAHR“ wird der Missbrauchsfilter 49 ausgelöst, was jedoch nicht schlimm ist. Siehe: Spezial:Missbrauchsfilter/49
Dies ist eine Liste von im Jahr 1812 verstorbenen bekannten Persönlichkeiten. Die Einträge erfolgen innerhalb der einzelnen Daten alphabetisch sortiert. Tiere sind im Nekrolog für Tiere zu finden.

## Januar
| Tag        | Name                                   | Beruf, bekannt als                                                                  | Alter | Beleg |
| ---------- | -------------------------------------- | ----------------------------------------------------------------------------------- | ----- | ----- |
| 4. Januar  | Tommaso Antici                         | italienischer Kardinal der katholischen Kirche                                      | 80    |       |
| 6. Januar  | Phanuel Bishop                         | US-amerikanischer Politiker                                                         | 72    |       |
| 11. Januar | Henry Scott, 3. Duke of Buccleuch      | schottischer Adliger                                                                | 65    |       |
| 12. Januar | James Henry Craig                      | britischer Offizier und Kolonialverwalter                                           |       |       |
| 13. Januar | Christian Heinrich Gayling von Altheim | Präsident des badischen Staatsministeriums                                          | 68    |       |
| 15. Januar | Johannes Herbst                        | deutsch-amerikanischer Theologe, Bischof der Brüder-Unität und Komponist            | 76    |       |
| 22. Januar | Pjotr Wassiljewitsch Sawadowski        | kaiserlich-russischer Offizier und Staatsmann                                       | 73    |       |
| 23. Januar | Robert Craufurd                        | britischer General                                                                  | 47    |       |
| 24. Januar | Eligio Celestino                       | italienischer, vor allem in Deutschland tätiger Geiger, Komponist und Kapellmeister | 72    |       |
| 24. Januar | Wiborada Zislin                        | Archivarin und Chronistin des Klosters St. Gallenberg                               | 63    |       |
| 25. Januar | Costanzo Benedetto Bonvicino           | italienischer Chemiker                                                              |       |       |
| 28. Januar | James Ladson                           | US-amerikanischer Politiker                                                         | 58    |       |
| 29. Januar | Johann Heinrich Schröder               | deutscher Porträtmaler                                                              | 54    |       |
| 31. Januar | Friedrich Wilhelm Heun                 | kursächsischer Bergrat                                                              | 70    |       |

## Februar
| Tag         | Name                                         | Beruf, bekannt als                                                                               | Alter | Beleg |
| ----------- | -------------------------------------------- | ------------------------------------------------------------------------------------------------ | ----- | ----- |
| 1. Februar  | Maria Alberti                                | deutsche Malerin und Oberin                                                                      | 44    |       |
| 2. Februar  | Isaac Titsingh                               | niederländischer Chirurg, Gelehrter, Kaufmann und Botschafter                                    | 67    |       |
| 3. Februar  | Jean-Marie-Bernard Clément                   | französischer Dichter, Literaturkritiker und Übersetzer                                          | 69    |       |
| 7. Februar  | Ägidius Maria vom Heiligen Joseph            | italienischer Franziskaner und Heiliger der römisch-katholischen Kirche                          | 82    |       |
| 7. Februar  | Thomas Blount                                | US-amerikanischer Politiker                                                                      | 52    |       |
| 7. Februar  | Christoph Henning von Kameke                 | königlich preußischer Generalmajor, zuletzt Kommandeur des Infanterie-Regiments Nr. 25           | 74    |       |
| 8. Februar  | Friedrich Arndts                             | Jurist und Autor                                                                                 | 58    |       |
| 8. Februar  | Andreas Brugger                              | deutscher Maler                                                                                  | 74    |       |
| 9. Februar  | Franz Anton Hoffmeister                      | deutscher Komponist und Musikverleger                                                            | 57    |       |
| 10. Februar | Stephan Helmich                              | österreichischer Orgelbauer                                                                      |       |       |
| 10. Februar | Johann Friedrich Steffenhagen                | deutschbaltischer Drucker                                                                        | 67    |       |
| 11. Februar | David Sinzheim                               | Rabbiner in Strassburg, Vorsitzender des Napoleonischen Sanhedrin                                | 66    |       |
| 15. Februar | Joseph Bernhard Winck                        | deutscher Architekt                                                                              | 57    |       |
| 17. Februar | Gustav Ernst zu Erbach-Schönberg             | französischer Oberst, königlich preußischer (Titular-)Generalmajor und Graf von Erbach-Schönberg | 72    |       |
| 17. Februar | Karl Gotthelf Lessing                        | deutscher Münzdirektor, Schriftsteller und Zeitungsherausgeber                                   | 71    |       |
| 18. Februar | Thomas Bee                                   | amerikanischer Siedler in den dreizehn Kolonien                                                  |       |       |
| 19. Februar | Daniel Hisgen                                | deutscher Maler und Grafiker                                                                     | 78    |       |
| 20. Februar | Mose ben Abraham Fränkel                     | deutscher Rabbiner                                                                               | 72    |       |
| 20. Februar | Felix Ivo Leicher                            | mährischer Maler                                                                                 | 84    |       |
| 20. Februar | Johann Paul Carl von Moll                    | deutsch-österreichischer Paläontologe                                                            | 76    |       |
| 22. Februar | Carl Friedrich Bückling                      | Dampfmaschinenkonstrukteur in Preußen                                                            | 55    |       |
| 23. Februar | Hilarion-François de Chevigné de Boischollet | französischer Bischof                                                                            | 65    |       |
| 23. Februar | Wolfgang Leuthner                            | österreichischer Ordensgeistlicher, Abt des Benediktinerstiftes Kremsmünster                     | 68    |       |
| 23. Februar | Louis Malus                                  | französischer Ingenieur und Physiker                                                             | 36    |       |
| 23. Februar | Christian Detlev Karl zu Rantzau             | deutsch-dänischer Verwaltungsjurist, Oberpräsident von Kiel und Kurator der Universität Kiel     | 39    |       |
| 24. Februar | Franz Josef Adam Ignaz von Dürfeld           | königlich kaiserlicher österreichischer wirklicher Hofrat                                        | 45    |       |
| 24. Februar | Alexander Heinrich von Thile                 | preußischer Generalleutnant, Chef des Infanterie-Regiments Nr. 46, Gouverneur von Breslau        | 69    |       |
| 25. Februar | William Rowley                               | irisch-britischer Politiker und Barrister                                                        |       |       |
| 25. Februar | Johann Ernst Wagner                          | deutscher Schriftsteller, Erzähler und Dramatiker                                                | 43    |       |
| 26. Februar | Friedrich George Wilhelm von Below           | Landrat des Kreises Schlawe                                                                      | 43    |       |
| 28. Februar | Johann Wilhelm von Archenholz                | preußischer Historiker und Publizist                                                             | 70    |       |
| 28. Februar | Karl Wilhelm Daßdorf                         | deutscher Bibliothekar, Dichter und Publizist                                                    | 62    |       |
| 28. Februar | Johann Christian Franz                       | deutscher Sänger (Bass) und Schauspieler                                                         | 49    |       |
| 28. Februar | Friedrich Anton von Hohenzollern-Hechingen   | General in österreichischen Diensten                                                             | 86    |       |
| 28. Februar | Hugo Kołłątaj                                | polnischer Politiker, Geistlicher und Publizist der Aufklärung                                   | 61    |       |
| Februar     | Henry Benbridge                              | amerikanischer Porträtmaler                                                                      | 68    |       |

## März
| Tag      | Name                                   | Beruf, bekannt als                                                     | Alter | Beleg |
| -------- | -------------------------------------- | ---------------------------------------------------------------------- | ----- | ----- |
| 2. März  | Benno Scharl                           | bayrischer Autor und Ökonomie-Verwalter                                | 70    |       |
| 2. März  | John Raphael Smith                     | englischer Maler, Zeichner, Verleger                                   | 60    |       |
| 5. März  | Fromet Mendelssohn                     | deutsche Haus- und Geschäftsfrau                                       | 74    |       |
| 7. März  | Murata Harumi                          | japanischer Dichter und Kokogaku-Gelehrter                             |       |       |
| 10. März | Friedrich Ferdinand Traugott Heerwagen | deutscher evangelischer Theologe und Musikwissenschaftler              |       |       |
| 11. März | Philipp Jakob Loutherbourg der Jüngere | britisch-französischer Maler                                           | 71    |       |
| 12. März | Johann Friedrich Dryander              | deutscher Maler                                                        | 55    |       |
| 12. März | Johann Jakob Griesbach                 | deutscher Theologe, Professor für das Neue Testament in Jena           | 67    |       |
| 13. März | Johannes le Francq van Berkhey         | niederländischer Naturforscher, Dichter und Maler                      | 83    |       |
| 18. März | Johann Gottlob Trampeli                | deutscher Orgelbauer                                                   | 69    |       |
| 18. März | Heinrich Abraham Wolff                 | landgräflicher Hofbaumeister                                           | 50    |       |
| 19. März | Robert Gendre                          | Schweizer römisch-katholischer Geistlicher                             | 72    |       |
| 20. März | Johann Ladislaus Dussek                | tschechischer Pianist und Komponist                                    | 52    |       |
| 20. März | Tomasz Gertner                         | Lemberger Maler                                                        |       |       |
| 20. März | Primus Koch                            | Augustiner-Chorherr                                                    | 59    |       |
| 23. März | Karl Emanuel                           | Landgraf von Hessen-Rotenburg (1778–1812)                              | 65    |       |
| 24. März | Andreas Schweigel                      | mährischer Bildhauer                                                   | 76    |       |
| 25. März | Paul Barandon                          | preußischer Geheimer Oberfinanzrat                                     |       |       |
| 29. März | Ludwig Christian Lichtenberg           | Beamter, Naturwissenschaftler                                          | 75    |       |
| 29. März | Heinrich Carl Meinig                   | deutsch-dänischer Diplomat und Gesandter der Hansestädte in Kopenhagen | 76    |       |
| 29. März | Joseph Maria von Lothringen-Vaudémont  | österreichischer Feldzeugmeister                                       | 52    |       |
| 30. März | Gunning Bedford, Jr.                   | Politiker und Jurist; einer der Gründerväter der Vereinigten Staaten   |       |       |

## April
| Tag       | Name                                      | Beruf, bekannt als                                                               | Alter | Beleg |
| --------- | ----------------------------------------- | -------------------------------------------------------------------------------- | ----- | ----- |
| 1. April  | Laurenz Janscha                           | österreichischer Landschaftsmaler                                                | 62    |       |
| 3. April  | Christoph Burckhardt                      | Schweizer Kaufmann und Sklavenhändler                                            | 71    |       |
| 3. April  | Isaac Holmes                              | amerikanischer Siedler in den dreizehn Kolonien                                  | 53    |       |
| 3. April  | Sebastian Solan Speth von Zwiefalten      | österreichischer Feldmarschalleutnant                                            |       |       |
| 4. April  | Dietrich Hermann Hegewisch                | deutscher Historiker                                                             | 71    |       |
| 6. April  | Thomas Fydell                             | britischer Unternehmer und Politiker                                             | 71    |       |
| 7. April  | Friedrich August Ermel                    | deutscher Politiker, Bürgermeister von Dresden und Jurist                        | 71    |       |
| 7. April  | Johann Georg Kerner                       | Arzt, politischer Publizist und kritischer Chronist der Französischen Revolution | 41    |       |
| 7. April  | Robert Willan                             | englischer Arzt und Begründer der Dermatologie                                   | 54    |       |
| 9. April  | Johann Friedrich Goldbeck                 | Theologe und topographischer Schriftsteller                                      | 63    |       |
| 9. April  | Conrad Platzmann                          | Lübecker Kaufmann und preußischer Diplomat                                       | 62    |       |
| 10. April | Carl Christian Erhard Schmid              | deutscher Theologe und Philosoph                                                 | 50    |       |
| 12. April | Johann Franz Brockmann                    | österreichischer Schauspieler                                                    | 66    |       |
| 14. April | Jane Maxwell                              | Dame der Gesellschaft                                                            |       |       |
| 15. April | Olof Schwan                               | schwedischer Orgelbauer                                                          | 67    |       |
| 15. April | Johann Friedrich von Waldstein-Wartenberg | Fürstbischof von Seckau                                                          | 55    |       |
| 16. April | Martin von Molitor                        | österreichischer Maler                                                           | 53    |       |
| 16. April | Horace St. Paul                           | österreichischer Kavallerieoberst und britischer Diplomat                        | 83    |       |
| 16. April | Franz Anton von Weber                     | deutscher Kapellmeister                                                          | 77    |       |
| 17. April | Ernst Wilhelm Horn                        | deutscher Architekt                                                              |       |       |
| 20. April | George Clinton                            | US-amerikanischer Politiker, Vizepräsident der USA                               | 72    |       |
| 21. April | Cornelis Jacob van de Graeff              | Gouverneur der Kapprovinz                                                        | 77    |       |
| 22. April | Joseph von Cavallar                       | österreichischer Offizier                                                        |       |       |
| 22. April | Viktor II. Karl Friedrich                 | Fürst von Anhalt-Bernburg-Schaumburg-Hoym                                        | 44    |       |
| 24. April | Christian Gotthilf Hensler                | deutscher evangelisch-lutherischer Theologe und Hochschullehrer                  | 52    |       |
| 25. April | Edmond Malone                             | irischer Schriftsteller und Rechtsanwalt                                         | 70    |       |
| 26. April | Friedrich Henneberg                       | braunschweigischer Staatsmann und Präfekt des Département Oker (1808–1812)       | 63    |       |
| 28. April | Johann Wilhelm Lombard                    | Mitglied des preußischen Kabinetts                                               | 45    |       |
| 28. April | Johann Nepomuk Franz Seraph Rainprechter  | deutsch-österreichischer Komponist der Klassik                                   | 59    |       |

## Mai
| Tag     | Name                                    | Beruf, bekannt als                                                   | Alter | Beleg |
| ------- | --------------------------------------- | -------------------------------------------------------------------- | ----- | ----- |
| 5. Mai  | Pierre Jean Baptiste Charles van der Aa | niederländischer Jurist und Sachbuchautor                            | 45    |       |
| 5. Mai  | August Christian                        | Fürst von Anhalt-Köthen                                              | 42    |       |
| 5. Mai  | August Friedrich Pallas                 | deutscher Chirurg und Hochschullehrer                                | 80    |       |
| 5. Mai  | Nivard Schlimbach                       | deutscher Zisterzienser-Abt                                          | 65    |       |
| 7. Mai  | Gottlieb Schick                         | deutscher Maler des Klassizismus                                     | 35    |       |
| 8. Mai  | Blair McClenachan                       | US-amerikanischer Politiker                                          |       |       |
| 8. Mai  | Georg Christoph Tobler                  | schweizerischer Pfarrer, Schriftsteller und Übersetzer               | 55    |       |
| 9. Mai  | IJsbrand van Hamelsveld                 | niederländischer Theologe, Historiker und Politiker                  | 69    |       |
| 11. Mai | Spencer Perceval                        | britischer Politiker und Premierminister                             | 49    |       |
| 11. Mai | Jeanne-Catherine Quinault               | französische Geliebte von Denis Diderot                              |       |       |
| 12. Mai | Pierre-Charles Levesque                 | französischer Autor und Übersetzer                                   | 76    |       |
| 13. Mai | Johannes Matthias Sperger               | österreichischer Komponist                                           | 62    |       |
| 16. Mai | Maximilian Wilhelm Reinhard             | badischer Staatsrat                                                  | 63    |       |
| 18. Mai | John Bellingham                         | britischer Attentäter                                                |       |       |
| 20. Mai | Hieronymus von Colloredo                | Erzbischof von Salzburg                                              | 79    |       |
| 20. Mai | Marie-Eve Ostertag                      | Oberin des Spitals Pruntrut                                          | 74    |       |
| 20. Mai | Beriah Palmer                           | US-amerikanischer Jurist und Politiker                               |       |       |
| 21. Mai | Joseph Woelfl                           | Salzburger Pianist und Komponist                                     | 38    |       |
| 23. Mai | Louis Dutens                            | französischer Schriftsteller                                         | 82    |       |
| 27. Mai | Johann Heinrich Jugler                  | deutscher Arzt                                                       | 53    |       |
| 29. Mai | Franz Wipplinger                        | österreichischer Architekt                                           | 51    |       |
| 30. Mai | Christian August Ludwig Klaproth        | preußischer Geheimer Kriegsrat und Archivar im Geheimen Staatsarchiv | 55    |       |
| 31. Mai | Christoph Kroh                          | deutscher Prämonstratenserabt                                        | 76    |       |

## Juni
| Tag      | Name                                         | Beruf, bekannt als                                                    | Alter | Beleg |
| -------- | -------------------------------------------- | --------------------------------------------------------------------- | ----- | ----- |
| 1. Juni  | Miguel de la Grúa Talamanca y Branciforte    | spanischer Vizekönig von Neuspanien                                   |       |       |
| 2. Juni  | Jan Willem de Winter                         | niederländischer Admiral und Marschall                                | 51    |       |
| 5. Juni  | William Hemsley                              | US-amerikanischer Politiker                                           | 75    |       |
| 9. Juni  | Wilhelm Ludwig Bauer                         | deutscher Jurist                                                      |       |       |
| 13. Juni | Theodor I. Batthyány                         | ungarischer Magnat, Grundherr und Unternehmer                         | 82    |       |
| 15. Juni | Anton Stadler                                | österreichischer Klarinettist                                         | 58    |       |
| 16. Juni | Franz Pforr                                  | Maler der deutschen Romantik                                          | 24    |       |
| 16. Juni | Jonathan Bayard Smith                        | US-amerikanischer Politiker                                           | 70    |       |
| 17. Juni | Krikor Bedros V. Kupelian                    | Patriarch von Kilikien der Armenisch-katholischen Kirche              |       |       |
| 20. Juni | Urban Brückmann                              | deutscher Arzt, Mineraloge und naturwissenschaftlicher Schriftsteller | 84    |       |
| 21. Juni | Ludwig Moritz von Lucadou                    | preußischer Offizier, zuletzt Generalmajor                            | 71    |       |
| 21. Juni | Christian Ludwig Schimmelpfennig von der Oye | preußischer Generalmajor und Chef des Husarenregiments Nr. 6          | 74    |       |
| 21. Juni | Johann Friedrich August Tischbein            | deutscher (Familienporträt)-Maler                                     | 62    |       |
| 22. Juni | Richard Kirwan                               | irischer Chemiker                                                     | 78    |       |
| 25. Juni | Samuel Bredetzky                             | evangelischer Superintendent und Schriftsteller                       | 40    |       |
| 26. Juni | Friedrich Wilhelm Wolfrath                   | deutscher evangelischer Theologe                                      | 54    |       |

## Juli
| Tag      | Name                                | Beruf, bekannt als | Alter | Beleg |
| -------- | ----------------------------------- | --- | ----- | ----- |
| 2. Juli  | Peter Gansevoort                    | General in der Kontinentalarmee (Continental Army) der 13 rebellischen Kolonien der nordamerikanischen Ostküste               | 62    |       |
| 3. Juli  | Georg von Steensen                  | preußischer Generalleutnant, Chef des Infanterie-Regiments Nr. 50, Gouverneur der Festung Neisse                              | 78    |       |
| 10. Juli | Carl Ludwig Willdenow               | deutscher Botaniker | 46    |       |
| 11. Juli | Matthias B. Hildreth                | US-amerikanischer Jurist und Politiker                                                                                        |       |       |
| 14. Juli | Christian Gottlob Heyne             | deutscher klassischer Philologe, Begründer der modernen Altertumswissenschaft, Professor für Poesie und Eloquenz in Göttingen | 82    |       |
| 14. Juli | Little Turtle                       | Häuptling der Miami-Indianer                                                                                                  |       |       |
| 17. Juli | John Broadwood                      | schottisch-britischer Klavierbauer                                                                                            | 79    |       |
| 18. Juli | John Horne Tooke                    | englischer Schriftsteller | 76    |       |
| 20. Juli | Anton Nagel                         | römisch-katholischer Geistlicher, Historiker und Autor                                                                        | 70    |       |
| 22. Juli | Claude François Ferey               | französischer Divisionsgeneral der Kavallerie                                                                                 | 40    |       |
| 22. Juli | Jean Guillaume Barthélemy Thomières | französischer Brigadegeneral der Infanterie                                                                                   | 40    |       |
| 23. Juli | August Gottlieb Richter             | deutscher Chirurg | 70    |       |
| 24. Juli | Jean-Marie Dorsenne                 | französischer General der Infanterie (Garde impériale)                                                                        | 39    |       |
| 24. Juli | Joseph Schuster                     | deutscher Komponist der Klassik                                                                                               | 63    |       |
| 24. Juli | Louis Thomas Villaret de Joyeuse    | französischer Admiral und Politiker                                                                                           | 65    |       |
| 26. Juli | Johann Friedrich Hugo von Dalberg   | deutscher Pianist, Musikschriftsteller und Komponist                                                                          | 52    |       |
| 27. Juli | Clemens Wenzeslaus von Sachsen      | letzter Kurfürst von Trier | 72    |       |
| 27. Juli | Wolfgang Moritz von Prittwitz       | preußischer Generalleutnant                                                                                                   | 81    |       |
| 29. Juli | Jonathan Hazard                     | US-amerikanischer Politiker                                                                                                   |       |       |
| 31. Juli | John Allen                          | US-amerikanischer Politiker                                                                                                   | 49    |       |
| 31. Juli | Hölzerlips                          | deutscher Holzwarenhändler und Räuberhauptmann                                                                                |       |       |
| 31. Juli | Philipp Friedrich Schütz            | deutscher Korbflechter und Räuber                                                                                             |       |       |
| Juli     | Martín de Álzaga                    | spanischer Kaufmann und Politiker zu Zeiten der Unabhängigkeit Argentiniens                                                   | 56    |       |

## August
| Tag        | Name                                    | Beruf, bekannt als                                                                            | Alter | Beleg |
| ---------- | --------------------------------------- | --------------------------------------------------------------------------------------------- | ----- | ----- |
| 1. August  | Jakow Petrowitsch Kulnew                | russischer Kommandant, der auch im Russisch-Schwedischen Krieg eine wesentliche Rolle spielte | 48    |       |
| 3. August  | Johann Heinrich Rahn                    | Schweizer Mediziner                                                                           | 62    |       |
| 4. August  | Georg Simon Klügel                      | deutscher Mathematiker und Physiker                                                           | 72    |       |
| 6. August  | Jean-Pierre Solié                       | französischer klassischer Komponist                                                           |       |       |
| 7. August  | Traugott Leberecht Schwabe              | Bürgermeister von Weimar                                                                      | 75    |       |
| 11. August | Ignaz Paprion                           | Südtiroler Historiker, Heimatfreund und Seelsorger                                            | 60    |       |
| 13. August | Johann Friedrich Hackmann               | deutscher Historiker und Geograph                                                             | 55    |       |
| 16. August | Liepmann Meyer Wulff                    | preußischer Hoffaktor                                                                         | 66    |       |
| 17. August | Theodor von Meßbach                     | Beamter des Hochstifts Speyer und badischer Beamter                                           | 56    |       |
| 18. August | Jean-Joseph Rodolphe                    | elsässischer Hornist, Geiger, Komponist und Musikpädagoge                                     | 81    |       |
| 18. August | Johann August Weppen                    | deutscher Beamter und Schriftsteller                                                          | 71    |       |
| 19. August | Vincenzo Righini                        | italienischer Komponist                                                                       | 56    |       |
| 20. August | Johann Daniel Salzmann                  | Straßburger Jurist und Popularphilospoph                                                      | 90    |       |
| 22. August | Charles Étienne Gudin de La Sablonnière | französischer Divisionsgeneral der Infanterie                                                 | 44    |       |
| 22. August | Vincenzo Maria Morelli                  | italienischer Ordensgeistlicher und römisch-katholischer Erzbischof von Otranto               | 71    |       |
| 23. August | Bernhard Erasmus von Deroy              | bayerischer General der Infanterie                                                            | 68    |       |
| 24. August | Justus Siebein                          | bayerischer Generalmajor, Ritter des Militär-Max-Joseph-Ordens                                | 62    |       |
| 30. August | Abraham-Nicolas Couleru                 | französischer Kunsttischler                                                                   |       |       |
| 30. August | Gabriel-Marie Legouvé                   | französischer Schriftsteller, Übersetzer und Dramaturg                                        | 48    |       |
| 30. August | George Mathews                          | britisch-amerikanischer Politiker                                                             | 73    |       |

## September
| Tag           | Name                                  | Beruf, bekannt als                                                                                  | Alter | Beleg |
| ------------- | ------------------------------------- | --------------------------------------------------------------------------------------------------- | ----- | ----- |
| 1. September  | Andreas von Budberg                   | russischer Außenminister                                                                            | 62    |       |
| 5. September  | Girolamo della Porta                  | italienischer Kardinal                                                                              | 65    |       |
| 6. September  | Franz Volkmar Reinhard                | evangelischer Theologe                                                                              | 59    |       |
| 6. September  | Aurelio Roverella                     | italienischer Kardinal der Römischen Kirche                                                         | 64    |       |
| 7. September  | Claude Antoine Compère                | französischer Brigadegeneral                                                                        | 38    |       |
| 7. September  | Léonard Huard de Saint-Aubin          | französischer Brigadegeneral                                                                        | 42    |       |
| 7. September  | Louis-Auguste Marchand                | französischer General der Infanterie                                                                | 38    |       |
| 7. September  | Charles Stanislas Marion              | französischer Brigadegeneral der Infanterie                                                         | 54    |       |
| 7. September  | Nicolaas Paradijs                     | niederländischer Mediziner                                                                          | 71    |       |
| 8. September  | Heinrich Philipp Bossler              | deutscher Musikverleger                                                                             | 68    |       |
| 9. September  | Jean-Louis Romeuf                     | französischer General der Infanterie                                                                | 45    |       |
| 10. September | Pierre Simon Meyronnet                | Politiker und Staatsmann                                                                            |       |       |
| 12. September | Joseph Bryan                          | US-amerikanischer Politiker                                                                         | 39    |       |
| 12. September | Ludwig Hünersdorf                     | deutscher Hippologe                                                                                 | 64    |       |
| 12. September | Hellmuth von Lepel                    | königlich-westfälischer General                                                                     | 39    |       |
| 12. September | Ferdinand Baston de La Riboisière     | französischer Kavallerieoffizier                                                                    | 21    |       |
| 12. September | Joseph Peirce                         | US-amerikanischer Politiker                                                                         | 64    |       |
| 12. September | Elias Stein                           | niederländischer Schachspieler                                                                      | 64    |       |
| 13. September | Marie-Louise de Peguilhan de Larboust | französische Äbtissin                                                                               |       |       |
| 16. September | Jean Pierre Lanabère                  | französischer Brigadegeneral der Infanterie                                                         | 41    |       |
| 19. September | Mayer Amschel Rothschild              | deutsch-jüdischer Bankier und Gründer des Hauses Rothschild                                         | 68    |       |
| 21. September | Emanuel Schikaneder                   | Schauspieler, Sänger, Regisseur, Dichter und Theaterdirektor                                        | 61    |       |
| 24. September | Pjotr Iwanowitsch Bagration           | russischer General und Feldherr                                                                     |       |       |
| 24. September | Friedrich Karl August                 | Fürst von Waldeck-Pyrmont und Fürst von Waldeck                                                     | 68    |       |
| 24. September | Franz von Minucci                     | bayerischer Generalmajor                                                                            | 45    |       |
| 24. September | Karl Ludwig Pörschke                  | deutscher Philologe und Philosoph                                                                   |       |       |
| 25. September | Caspar Joachim von Pritzelwitz        | preußischer Landrat                                                                                 | 84    |       |
| 26. September | Jean Victor Tharreau                  | französischer Divisionsgeneral                                                                      | 45    |       |
| 27. September | Johann Ernst Dauer                    | deutscher Theaterschauspieler und Opernsänger (Tenor)                                               |       |       |
| 28. September | King Payne                            | Seminolen-Häuptling                                                                                 |       |       |
| 28. September | Chrysostomus Laurentius Pfrogner      | Prämonstratenser, Rektor der Karls-Universität Prag, Abt des Stiftes Tepl in Westböhmen (1803–1818) | 61    |       |

## Oktober
| Tag         | Name                                       | Beruf, bekannt als                                                                                        | Alter | Beleg |
| ----------- | ------------------------------------------ | --- | ----- | ----- |
| 5. Oktober  | Joseph Friedrich Schelling                 | deutscher evangelischer Geistlicher, Orientalist                                                          | 75    |       |
| 5. Oktober  | Karl August von Zweybrücken                | Freiherr aus dem Hause Wittelsbach, bayerischer Offizier                                                  | 28    |       |
| 9. Oktober  | Jakob Couven                               | Baumeister des Aachener Rokokos                                                                           | 76    |       |
| 10. Oktober | Johann Christoph Erdmann                   | deutscher evangelisch-lutherischer Theologe und Kirchenhistoriker                                         | 79    |       |
| 11. Oktober | Jurriaan François de Friderici             | niederländischer Militär, Plantageneigentümer und Generalgouverneur in Suriname                           | 60    |       |
| 12. Oktober | Juan José Castelli                         | argentinischer Politiker                                                                                  | 48    |       |
| 12. Oktober | Johann Michael Feneberg                    | römisch-katholischer Pfarrer und Theologe                                                                 | 61    |       |
| 12. Oktober | Karl Friedrich Ludwig von Lediwary         | preußischer Generalmajor, Chef des Husarenregiments Nr. 10, Erbherr auf Ottendorf bei Polnisch Wartenberg | 79    |       |
| 13. Oktober | Ignaz Ferdinand Arnold                     | deutscher Schriftsteller und Organist                                                                     | 38    |       |
| 13. Oktober | Isaac Brock                                | britischer General                                                                                        | 43    |       |
| 16. Oktober | Henry Martyn                               | britischer anglikanischer Missionar, Übersetzer                                                           | 31    |       |
| 17. Oktober | James Lind                                 | schottischer Mediziner                                                                                    | 76    |       |
| 18. Oktober | Pierre César Dery                          | französischer Brigadegeneral der Kavallerie                                                               | 44    |       |
| 18. Oktober | Louise Ehlers                              | deutsche Opernsängerin                                                                                    |       |       |
| 21. Oktober | Daniel Owen                                | britischer Farmer und Politiker                                                                           |       |       |
| 22. Oktober | Joel Barlow                                | US-amerikanischer Dichter, Staatsmann und politischer Schriftsteller                                      | 58    |       |
| 24. Oktober | Alexis-Joseph Delzons                      | französischer Divisionsgeneral der Infanterie                                                             | 37    |       |
| 25. Oktober | Roger Griswold                             | US-amerikanischer Politiker und Jurist                                                                    | 50    |       |
| 26. Oktober | Hans Karl Heinrich von Trautzschen         | Dichter und Militärschriftsteller aus dem kursächsischen Heer                                             | 82    |       |
| 28. Oktober | Johann Joseph Beer                         | böhmischer Klarinettist und Komponist                                                                     | 68    |       |
| 29. Oktober | Emmanuel-Maximilien-Joseph Guidal          | französischer General                                                                                     | 47    |       |
| 29. Oktober | Victor-Claude-Alexandre Fanneau de Lahorie | französischer General                                                                                     | 46    |       |
| 29. Oktober | Claude François de Malet                   | französischer General                                                                                     | 58    |       |
| 30. Oktober | Nicolas-Thérèse Vallet de Salignac         | französischer Politiker                                                                                   | 80    |       |

## November
| Tag          | Name                                             | Beruf, bekannt als                                                   | Alter | Beleg |
| ------------ | ------------------------------------------------ | -------------------------------------------------------------------- | ----- | ----- |
| 1. November  | Laurent-Benoît Dewez                             | belgischer Architekt                                                 | 81    |       |
| 3. November  | Ferdinand von Kinsky                             | böhmischer Adeliger und österreichischer Offizier                    | 30    |       |
| 5. November  | Jean-Abraham Fraisse                             | Schweizer Architekt                                                  | 41    |       |
| 5. November  | Lorenzo Gibelli                                  | italienischer Komponist, Sänger und Gesangslehrer                    | 93    |       |
| 7. November  | Matwei Fjodorowitsch Kasakow                     | russischer Architekt                                                 |       |       |
| 10. November | Leonhard Wilhelm Snetlage                        | deutscher Romanist und Lexikograf                                    | 69    |       |
| 16. November | Samuel Dick                                      | US-amerikanischer Politiker                                          | 72    |       |
| 16. November | Ignaz Engelberger                                | breisgauischer Landsyndikus, badischer Hofrat                        | 62    |       |
| 16. November | John Walter                                      | englischer Verleger und Gründer von The Times                        |       |       |
| 19. November | Christian David Zeller                           | Landwirt, Vater von Carl August Zeller und Christian Heinrich Zeller | 63    |       |
| 23. November | John Boultbee                                    | britischer Pferdemaler                                               |       |       |
| 23. November | Friedrich Adam Hiller                            | deutscher Dirigent, Komponist, Sänger und Violinist                  |       |       |
| 25. November | Jakob Friedrich Wilpert                          | deutsch-baltischer Kaufmann und Bürgermeister von Riga               | 71    |       |
| 26. November | Dominik Andreas von Kaunitz-Rietberg-Questenberg | Hofbeamter und Diplomat                                              | 73    |       |
| 26. November | Eleonore von Liechtenstein                       | Salonière                                                            | 67    |       |
| 30. November | Stefano Tofanelli                                | italienischer Maler und Zeichner                                     | 62    |       |
| November     | August Mayer                                     | deutscher Dichter                                                    | 20    |       |

## Dezember
| Tag          | Name                                                    | Beruf, bekannt als | Alter | Beleg |
| ------------ | ------------------------------------------------------- | --- | ----- | ----- |
| 9. Dezember  | Gustav Otto von Rehekampff                              | deutsch-baltischer Adelsmann | 82    |       |
| 10. Dezember | Adolph von Ottweiler                                    | Sohn des Herzogs Ludwig von Nassau-Saarbrücken und Teilnehmer der Koalitionskriege                                                | 23    |       |
| 10. Dezember | André Raguettly                                         | rätoromanischer Schweizer Offizier                                                                                                | 56    |       |
| 11. Dezember | Petrus Abresch                                          | niederländischer reformierter Theologe                                                                                            | 76    |       |
| 12. Dezember | Friedrich Wilhelm Culemann                              | deutscher Militäringenieur und Kartograf                                                                                          |       |       |
| 12. Dezember | Franz Leopold Lafontaine                                | deutscher Militärarzt | 56    |       |
| 12. Dezember | Carlo Luca Pozzi                                        | Schweizer Stuckateur | 78    |       |
| 12. Dezember | Stanisław Trembecki                                     | polnischer Dichter | 73    |       |
| 13. Dezember | Marianna von Martines                                   | österreichische Komponistin, Cembalistin und Sängerin                                                                             | 68    |       |
| 16. Dezember | Jan Bernd Bicker                                        | niederländischer patriotischer Politiker und Staatsmann; führte während zwei kurzen Perioden den Vorsitz der Batavischen Republik | 66    |       |
| 16. Dezember | Franz Maria Schweitzer                                  | deutsch-italienischer Unternehmer und Bankier                                                                                     | 90    |       |
| 17. Dezember | Joachim Thomas Schuhbauer                               | deutscher Benediktinerpater und Pädagoge                                                                                          | 68    |       |
| 19. Dezember | Gottlieb Immanuel Dindorf                               | deutscher Sprachwissenschaftler und Theologe                                                                                      | 57    |       |
| 19. Dezember | Konrad Wilhelm Ledderhose                               | deutscher Jurist | 60    |       |
| 19. Dezember | William L. Smith                                        | US-amerikanischer Politiker |       |       |
| 20. Dezember | Daniel Delaroche                                        | Schweizer Arzt und Botaniker | 69    |       |
| 20. Dezember | Anton (I.) von Dobelhoff-Dier                           | österreichischer Beamter und Präses der Akademie der Künste                                                                       |       |       |
| 20. Dezember | Benedetto Fenaja                                        | italienischer römisch-katholischer Geistlicher und Lateinischer Patriarch von Konstantinopel                                      | 76    |       |
| 20. Dezember | Ernst Adolf Ferdinand Sebastian von Tschammer und Osten | königlich preußischer Generalmajor in Kürassier-Regiment Nr. 8                                                                    | 73    |       |
| 21. Dezember | Jean Baptiste Eblé                                      | französischer General | 54    |       |
| 21. Dezember | Jean Ambroise Baston de Lariboisière                    | französischer General | 53    |       |
| 21. Dezember | Johann Justus Röhde                                     | deutscher Magister der Philosophie                                                                                                | 74    |       |
| 22. Dezember | Sacajawea                                               | Shoshone-Indianerin, Mitglied der Lewis-und-Clark-Expedition                                                                      |       |       |
| 22. Dezember | Ludwig von Strachwitz                                   | preußischer Generalmajor, zuletzt Chef des Infanterieregiments Nr. 43 und Kommandant von Niemburg                                 |       |       |
| 22. Dezember | Karl von Vincenti                                       | General der bayerischen Armee | 48    |       |
| 24. Dezember | Friedrich                                               | Fürst von Anhalt-Bernburg-Schaumburg-Hoym                                                                                         | 71    |       |
| 24. Dezember | Johann Andreas Benignus Bergsträsser                    | deutscher Entomologe | 79    |       |
| 27. Dezember | Georg von Oldenburg                                     | Prinz von Oldenburg | 28    |       |
| 27. Dezember | Schneur Salman                                          | Begründer der chassidischen Chabad-Lubawitsch-Bewegung                                                                            | 67    |       |
| 29. Dezember | Joachim Pauli                                           | deutscher Buchdrucker und Verleger                                                                                                | 79    |       |
| 30. Dezember | John Smilie                                             | US-amerikanischer Politiker | 70    |       |
| 31. Dezember | Heinrich Ernst Raßmann                                  | deutscher Lehrer, Bibliothekar, Gelegenheitsdichter und Pfarrer                                                                   | 78    |       |
| Dezember     | Michel-Joseph Gebauer                                   | französischer Komponist und Musiker                                                                                               |       |       |

## Datum unbekannt
| Tag | Name                                        | Beruf, bekannt als                                                 | Alter | Beleg |
| --- | ------------------------------------------- | ------------------------------------------------------------------ | ----- | ----- |
|     | Johannes Äbersold                           | Schweizer Ebenist                                                  |       |       |
|     | Arslan Mehmed-paša                          | Großgouverneur des Paschalik Bosniens                              |       |       |
|     | Franz Xaver Blyma                           | tschechischer Komponist, Geiger und Dirigent                       |       |       |
|     | Johann Michael von Bock                     | königlich preußischer Generalmajor                                 |       |       |
|     | Charles Cameron                             | britischer Architekt                                               |       |       |
|     | Chatan Yara                                 | japanischer Karateka                                               |       |       |
|     | Thomas Claiborne                            | US-amerikanischer Politiker                                        |       |       |
|     | Ferdinand Caspar von Kleist                 | kurkölnischer Offizier                                             |       |       |
|     | Josef Klügel                                | österreichischer Orgelbauer                                        |       |       |
|     | Gottlieb Nigelli                            | österreichischer Architekt des Klassizismus in Wien                |       |       |
|     | Pierre Pomme                                | französischer Arzt                                                 |       |       |
|     | Johann Conrad Riedesel zu Eisenbach         | Offizier, 25. Hessischer Erbmarschall                              |       |       |
|     | Christian Wilhelm Roch                      | deutscher Beamter und Schriftsteller                               |       |       |
|     | Constantin Philipp Georg Sartori            | deutscher Bildhauer                                                |       |       |
|     | Joseph von Sartori                          | deutscher Verwaltungsjurist, Bibliothekar und Schriftsteller       |       |       |
|     | Louis-Édme Billardon de Sauvigny            | französischer Theaterautor, Schriftsteller und Journalist          |       |       |
|     | Ignaz Seliger                               | deutscher Pfarrer und Bryologe                                     |       |       |
|     | Michael J. Stone                            | US-amerikanischer Politiker                                        |       |       |
|     | William Francis Strudwick                   | US-amerikanischer Politiker                                        |       |       |
|     | Christian Benjamin Uber                     | deutscher Oberamts-Regierungsadvokat in Breslau und Musiker        |       |       |
|     | Gustav Adolf von Varendorff                 | dänischer Major                                                    |       |       |
|     | Theobald Max Heinrich Vrints von Treuenfeld | kaiserlicher Postmeister und Resident in Bremen sowie Reichshofrat |       |       |